# Siderolamprus orobius
Siderolamprus orobius — вид веретільницеподібних ящірок родини Diploglossidae. Ендемік Коста-Рики.

## Поширення і екологія
Siderolamprus orobius відомі з двох місцевостей, одна з яких розташована на тихоокеанських схилах гірського хребта Кордильєра-де-Таламанка в провінції Сан-Хосе, а друга — в районі біологічної станції Лас-Крусес в провінції Пунтаренас. Вони живуть у вологих гірських тропічних лісах Таламанки. Зустрічаються на висоті від 1200 до 2000 м над рівнем моря.